# 高卢的阿玛迪斯
《高卢的阿玛迪斯》（西班牙語：Amadís de Gaula）是中世纪欧洲最著名、最流行的骑士小说之一。原作者未知，原书创作年代不详，于约13至15世纪以抄本形式流行于伊比利亚半岛。15世纪末由西班牙卡斯蒂利亚（Castilla）的人文学者加尔西·罗德里戈斯·德·蒙塔尔沃（Garci Rodríguez de Montalvo）增校成书，出版后风靡欧洲，掀起了骑士小说阅读和创作的高潮。16-17世纪欧洲各国作家对《高卢的阿玛迪斯》一书的续写，形成了一个庞大的阿玛迪斯文学圈（Ciclo de Amadís）。